# Offer
«Offer» es una canción de la intérprete canadiense Alanis Morissette, compuesta y producida por ella. 
Inicialmente iba a ser incluida en su quinto álbum de estudio Under Rug Swept de 2002, pero al ser descartada para este fue incluida posteriormente en el CD del DVD Feast on Scraps lanzado a finales del mismo año. Se convirtió en el segundo sencillo de Feast on Scraps después de "Simple Together". Al igual que este último solo fue un sencillo radial y no contó con un vídeo musical.